# غريس كينيدي
غريس كينيدي (بالإنجليزية: Grace Kennedy)‏ هي مغنية بريطانية، ولدت في 2 مارس 1958 في مونتيغو باي في جامايكا.

## روابط خارجية
- غريس كينيدي على موقع IMDb (الإنجليزية)
- غريس كينيدي على موقع قاعدة بيانات الفيلم (الإنجليزية)